# Vierte Ausbürgerungsliste des Deutschen Reichs
Mit der vierten Ausbürgerungsliste des Deutschen Reichs vom 11. Juni 1935 entzog das NS-Regime 38 Personen die deutsche Staatsangehörigkeit und machte sie somit staatenlos. Grundlage der Ausbürgerungslisten war das Gesetz über den Widerruf von Einbürgerungen und die Aberkennung der deutschen Staatsangehörigkeit.

## Inhalt
Die Liste war die vierte von insgesamt 359 Listen und wurde am 11. Juni 1935 im Deutschen Reichsanzeiger veröffentlicht. Die letzte derartige Liste wurde am 7. April 1945 veröffentlicht. Insgesamt wurden bis zum Ende des NS-Staates 39.006 Personen ausgebürgert.

## Namensliste
1. Max Abraham (1904–1977), Autor und Aktivist
2. Bertolt Brecht (1898–1956), Dramatiker und Lyriker
3. Isaak David Broszyner (* 1898 in Strazow, Polen), Jurist
4. Hermann Budzislawski (1901–1978), Journalist
5. Peter Bussemeyer (1906–), Redakteur in Argentinien
6. Siegmund Crummenerl (1892–1940), Widerstandskämpfer
7. Gustav Fehrl (1890–1970), sozialdemokratischer Politiker
8. Nahum Goldmann (1895–1982), Autor und führender Zionist
9. Max Gruschwitz (1892–ca. 1942 oder 1944), Journalist und politischer Aktivist
10. Eduard Wilhelm Gustav Günther, genannt Albert Günther (* 11. Mai 1869 in Pansfelde)
11. Kurt Häntzschel (1889–1941), Jurist
12. Werner Hegemann (1881–1936), Stadtplaner und Schriftsteller
13. Rudolf Hilferding (1877–1941), Politiker und Publizist
14. Kurt Hiller (1885–1972), Schriftsteller und Publizist
15. Werner Hirsch (1899–1941), Journalist und Redakteur
16. Max Hodann (1894–1946), Arzt und Publizist
17. Karl Höltermann (1894–1955), sozialdemokratischer Politiker und Journalist
18. Hans Joel (1892–1936), Fliegeroffizier im 1. Weltkrieg und Journalist
19. Friedrich Kummer (1875–1937), Metallarbeiter und Gewerkschafter
20. Kurt Levy (1901–), Journalist
21. Max Liepmann (1905–1966), Schriftsteller und Dramaturg
22. Erika Mann (1905–1969), Schauspielerin
23. Siegfried Marck (1889–1957), Philosoph
24. Walter Mehring (1896–1981), Schriftsteller
25. Kreszentia Mühsam (1884–1962), Widerstandskämpferin
26. Erich Ollenhauer (1901–1963), SPD-Funktionär
27. Franz Pfemfert (1879–1954), Politiker und Literaturkritiker
28. Viktor Schiff (1895–1953), sozialdemokratischer Journalist und Autor
29. Peter Josef Schneider (* 18. März 1882 in Hontheim)
30. Arthur Seehof (1892–1966), linkssozialistischer Journalist und Schriftsteller
31. Justin Steinfeld (1886–1970), Schriftsteller
32. Paul Westheim (1886–1963), Kunstkritiker, Schriftsteller und Journalist
33. Friedrich Wolf (1888–1953), Arzt, Schriftsteller und Dramatiker
34. Arthur Wolff (1885–1945), Arzt, Musiker und Komponist
35. David Yaskiel (1899/1900–1979), Verleger
36. Dietrich von Zedlitz-Neukirch (* 1893 in Dresden)
37. Stera Chaja Pfemfert (1883–1963), Ehefrau von Franz Pfemfert
38. Betty Schneider (* 1896 in Berlin)